# Richard Hymns
Richard „Twig“ John Hymns (* 18. Juli 1947) ist ein US-amerikanischer Tontechniker, der sowohl dreimal den Oscar für den besten Tonschnitt und andere Filmpreise gewann als auch für zahlreiche Filmpreise nominiert war.

## Leben
Twig Hymns begann seine Karriere als Tontechniker in der Filmwirtschaft Hollywoods 1980 bei dem Film The Island und arbeitete bis heute an der Herstellung von fast siebzig Filmen mit.
Hymns wurde erstmals 1989 gemeinsam mit Ben Burtt für den Oscar für den besten Tonschnitt in dem Fantasyfilm Willow (1988) von Regisseur Ron Howard mit Val Kilmer, Joanne Whalley und Warwick Davis in den Hauptrollen nominiert.
Bei der Oscarverleihung 1990 gewannen er und Burtt den Oscar für den besten Tonschnitt in Indiana Jones und der letzte Kreuzzug (1989) von Steven Spielberg mit Harrison Ford, Sean Connery und Denholm Elliott. 1990 erhielt er für diesen Film zusammen Tony Dawe, Ben Burtt, Gary Summers und Shawn Murphy auch seine erste Nominierung für den British Academy Film Award (BAFTA Film Award) für den besten Ton.
Eine weitere Nominierung für den BAFTA Film Award für den besten Ton erhielten er, Randy Thom, Jon Huck und David Parker 1991 für Wild at Heart – Die Geschichte von Sailor und Lula (1990) von David Lynch mit Nicolas Cage, Laura Dern und Willem Dafoe.
Eine zweite Oscarnominierung für den besten Tonschnitt bekam er 1992 mit Gary Rydstrom für Backdraft – Männer, die durchs Feuer gehen (1991) von Ron Howard mit Kurt Russell, William Baldwin und Robert De Niro. 1992 war er außerdem erstmals für den Golden Reel Award der Motion Picture Sound Editors nominiert, und zwar mit Gary Rydstrom, Ken Fischer, Gloria S. Borders, Teresa Eckton, Robert Shoup und Tim Holland für Terminator 2 – Tag der Abrechnung (1991) von James Cameron mit Arnold Schwarzenegger, Linda Hamilton und Edward Furlong.
1994 gewannen er und Rydstrom den Oscar für den besten Tonschnitt in Jurassic Park (1993) von Steven Spielberg mit den Hauptdarstellern Richard Attenborough, Sam Neill und Laura Dern. Des Weiteren waren er, Rydstrom, Ron Judkins, Gary Summers und Shawn Murphy 1994 für den BAFTA Film Award für den besten Ton in diesem Film nominiert.
Einen weiteren Oscar für den besten Tonschnitt gewannen Hymns und Rydstrom bei der Oscarverleihung 1999, und zwar für den Kriegsfilm Der Soldat James Ryan (1998) von Steven Spielberg mit Tom Hanks, Tom Sizemore und Edward Burns. Für diesen Film erhielten er, Rydstrom, Ron Judkins, Gary Summers und Andy Nelson 1999 auch den BAFTA Film Award für den besten Ton. Daneben gewannen er, Rydstrom sowie deren Mitarbeiterstab auch den Golden Reel Award für den besten Tonschnitt beim Dialog sowie Golden Reel Award für den besten Tonschnitt bei den Toneffekten.
Für den Thriller Fight Club (1999) von David Fincher mit Edward Norton, Brad Pitt und Helena Bonham Carter war er zusammen mit Ren Klyce 2000 abermals für den Oscar für den besten Tonschnitt nominiert. Daneben waren er, Ren Klyce sowie deren Mitarbeiterstab für den Golden Reel Award für den besten Tonschnitt bei den Toneffekten in diesem Film nominiert.
2002 erhielten Hymns, Rydstrom und deren Mitarbeiter für A.I. – Künstliche Intelligenz (2001) von Steven Spielberg mit Haley Joel Osment, Frances O’Connor und Jude Law Nominierungen für die Golden Reel Awards für den besten Tonschnitt bei den Dialogen sowie bei den Toneffekten.
Gemeinsam mit Gary Rydstrom folgte 2003 abermals eine Oscarnominierung für den besten Tonschnitt in dem Science-Fiction-Filmthriller Minority Report (2002) von Steven Spielberg mit Tom Cruise, Colin Farrell und Samantha Morton in den Hauptrollen. Daneben waren er, Rydstrom und der Mitarbeiterstab für diesen Film für den Golden Reel Award für den besten Tonschnitt bei den Dialogen sowie bei den Toneffekten in diesem Film nominiert. Darüber hinaus erhielten er und Rydstrom für diesen Film Nominierungen für den OFCS Award und den Golden Satellite Award für den besten Ton.
2003 erhielt zusammen mit Ren Klyce eine weitere Nominierung für den Golden Reel Award für den besten Tonschnitt bei den Toneffekten in Panic Room (2002) von David Fincher mit Jodie Foster, Kristen Stewart und Forest Whitaker.
2006 waren er, Ewa Sztompke und Gwendolyn Yates Whittle für den Golden Reel Award für den besten Tonschnitt bei den Dialogen in dem ebenfalls von Steven Spielberg inszenierten Film München (2005) mit Eric Bana, Geoffrey Rush und Daniel Craig nominiert.
Seine letzte Nominierung für Golden Reel Award für den besten Tonschnitt bei den Toneffekten erhielt Hymns 2009 zusammen mit Ben Burtt und Luke Dunn Gielmuda für Indiana Jones und das Königreich des Kristallschädels (2008) von Steven Spielberg mit Harrison Ford, Cate Blanchett und Karen Allen.
Bei der Oscarverleihung 2012 ist er wieder mit Rydstrom für den Oscar in der Kategorie bester Tonschnitt nominiert, und zwar für den ebenfalls von Steven Spielberg inszenierten Film Gefährten (2011) mit Jeremy Irvine, Peter Mullan und Emily Watson. Darüber hinaus sind er, Rydstrom sowie Stuart Wilson, Tom Johnson und Andy Nelson für den BAFTA Film Award sowie den Golden Satellite Award für den besten Ton in diesem Film nominiert.

## Filmografie (Auswahl)
- 1980: The Island
- 1986: Howard – Ein tierischer Held (Howard the Duck)
- 1991: The Five Heartbeats
- 1991: Terminator 2 – Tag der Abrechnung (Terminator 2: Judgment Day)
- 1995: Jumanji
- 1998: The Faculty
- 1998: Der Soldat James Ryan (Saving Private Ryan)
- 2005: Mord und Margaritas (The Matador)
- 1999: Fight Club
- 2009: Avatar – Aufbruch nach Pandora (Avatar)
- 2011: Mission: Impossible – Phantom Protokoll (Mission: Impossible – Ghost Protocol)

## Auszeichnungen
- 1990: Oscar für den besten Tonschnitt
- 1994: Oscar für den besten Tonschnitt
- 1999: Oscar für den besten Tonschnitt
- 1999: BAFTA Film Award für den besten Ton
- 1999: Golden Reel Award für den besten Tonschnitt bei den Dialogen
- 1999: Golden Reel Award für den besten Tonschnitt bei den Toneffekten